# Mario Jozić
Mario Jozić (Slavonski Brod, 21. lipnja 1972.) je hrvatski nogometni trener i umirovljeni nogometni vratar. 
Karijeru je započeo u Marsoniji iz Slavonskog Broda. Godine 2002. dolazi u Dinamo. Brani u trećem pretkolu Lige prvaka protiv kijevskog Dinama. Premda ne čini kardinalne greške od novinara je označen kao glavni krivac za poraz i za još jednu euro eliminaciju modrih. 
Godine 2005. počinje raditi u Dinamovoj nogometnoj školi. Dolaskom Branka Ivankovića kao trenera u Dinamo 2006. godine postaje trener vratara. Povremeno nastupa za Dinamovu podružnicu Lokomotivu gdje uspješno brani. 
Početkom priprema za sezonu 2008./09. priključuje se prvoj momčadi Dinama kao treći vratar uz Tomislava Butinu i Ivana Kelavu.